# نظرية التعلم الحوسبي
نظرية التعلم الحوسبي (أو نظرية التعلم فقط) في علوم الحاسوب هي مجال فرعي من الذكاء الاصطناعي مخصص لدراسة تصميم وتحليل خوارزميات تعلم الآلة.